# Букит Лаванг
Букит Лаванг (на английски: Bukit Lawang) e наименованието на природна местност, резерват в Северна Суматра, Индонезия, по поречието на река Бохорок, за превенция на изчезването популацията на орангутаните.
Разположен е на около 86 km северозападно от Медан. „Букит Лаванг“ е известен с най-големия приют за орангутани от Суматра (около 5000 орангутана), а също е и главна точка за достъп до Националния парк Gunung Leuser откъм източната му страна.
Рехабилитационния център за орангутани „Букит Лаванг“ е основан през 1973 година. Основната цел е да се запази намаляващия брой на популацията, чието намаляване се дължи на лова на орангутани, на търговия и на обезлесяването на териториите.